# Мрежа (филм)
Мрежа (енгл. The Net) је амерички политички трилер из 1995. са Сандром Булок у главној улози.

## Радња
Бета тестер Анђела Бенет (Сандра Булок) (на самом почетку филма тестира компјутерску игрицу Wolfenstein 3D и открива вирус у њој) добија копију тројанца од свог колеге Дејла, који је криминална група сајбертерориста која зове сами „преторијанци” (по преторијанцима из старог Рима), уводе се под маском безбедносног програма „Гејткипер” у важне компјутерске системе – у банке, аеродроме, па чак и базе података ФБИ. Убрзо Дејл гине у чудној авионској несрећи изазваној кваром електронског навигационог система.
Анђела, како би се ослободила напетости, одлази на одмор у Мексико, где јој краду документа, а среће је извесни Џек Девлин, „човек њених снова”. Касније се испоставило да он ради за сајбертерористе, а сада она сама постаје следећа на листи која ће бити елиминисана. Џек покушава да убије Анђелу и узме њену дискету на којој се налази тројанац, али Анђела успева да побегне.
Када се врати у Сједињене Државе, неочекивано сазнаје да су сви њени лични подаци у државним информационим системима промењени: према компјутеру, сада је извесна Рут Маркс коју тражи полиција, њена кућа је продата, а непознати жена иде на посао уместо ње.
Покушава да пронађе некога ко може да је препозна и потврди њен идентитет. Али она је водила превише затворен живот, само су је њен нестали отац, њена мајка оболела од Алцхајмерове болести и њен лични психоаналитичар, који је касније такође преминуо од дела криминалаца, познавали лично. Анђелу је ухватила полиција, али јој опет нико не верује у затвору. Неочекивано, спасава је агент ФБИ који се представља као психоаналитичарев пријатељ. Међутим, Анђела претпоставља да су га терористи послали да сазна где се налази дискета са узорком тројанаца.
Анђела се враћа свом послу, где открива праву Рут Маркс, која је сада на њеном месту. Обманом она сазнаје за планове преторијанаца, сазнаје идентитет вође групе, а такође копира доказе против њих на дискету. Дошавши до најближег компјутера у изложбеном центру, Анђела шаље мејл ФБИ-у са свим доказима. У овом тренутку, Џек је сустиже и, користећи тројански програм у бази података ФБИ, покушава да избрише послато писмо. Међутим, Анђела у драјв убацује дискету са вирусом, која уместо писма, као резултат Џековог поступка, брише целу базу података самих преторијанаца.
Анђела бежи, Џек и Рут покушавају да је ухвате. Грешком, у мраку, Џек убија Рут пиштољем. Када је претекао Анђелу у техничким просторијама, она га је ударила апаратом за гашење пожара, а он је пао преко ограде, разбио се на смрт, пао на виљушкар.

## Улоге
| Глумац        | Улога           |
| ------------- | --------------- |
| Сандра Булок  | Анџела Бенет    |
| Џереми Нортам | Џек Девлин      |
| Денис Милер   | Алан Чемпион    |
| Венди Газел   | Рут Маркс       |
| Кен Хауард    | Мајкл Бергстром |
| Дајана Бејкер | гђа Бенет       |